# Reteporella concinna
Reteporella concinna är en mossdjursart som beskrevs av Gordon 1984. Reteporella concinna ingår i släktet Reteporella och familjen Phidoloporidae. Inga underarter finns listade i Catalogue of Life.